# Ana Botta-Mănăstireanu
Ana Botta-Mănăstireanu (n. 1856, Bistrița-Năsăud, România – d. 1892, Iași, România) a fost prima femeie care a urmat cursurile unei instituții superioare de învățământ din România.

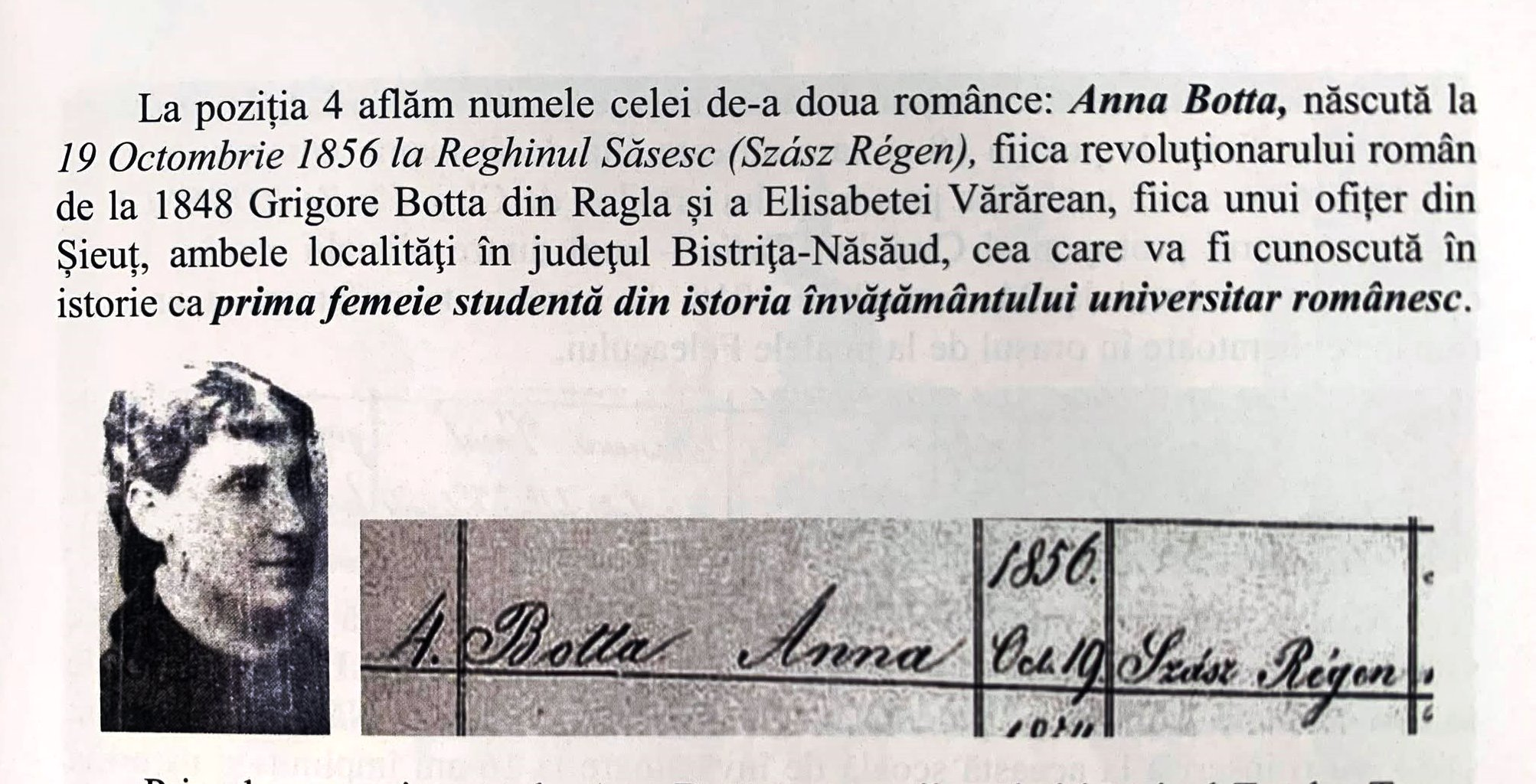
Prima studenta din Romania, provine de le Scoala Normala de fete din Cluj, azi liceul teoretic Nicolae Bălcescu

## Biografie
A fost fiica Elisabetei Vărărean și a revoluționarului pașoptist Grigore Botta.
A absolvit în 1872 Școala Pedagogică Maghiară de Fete din Cluj - azi Liceul Teoretic „Nicolae Bălcescu”, una dintre instituțiile de prestigiu din Transilvania. S-a remarcat în cercurile culturale ale vremii printr-un discurs susținut la 18 ani în cadrul societății „Iulia” despre rolul femeii românce. Potrivit istoricului literar Teodor Tanco, discursul ei a fost apreciat în țară, dar și de presa maghiară, atât prin ideile formulate, cât și prin prezența fizică. „Ecoul succesului a ajuns până în presa maghiară, care-i elogiase calitățile, dar și frumusețea conferențiarei, scriind: «Expunerea a fost primită cu mult interes din partea publicului, domnișoara rămânând unul dintre personajele principale ale seratei și datorită profilului ei român a fost în atenția tuturor».
Mai apoi, în 1879, s-a înscris la cursurile Facultății de Litere din cadrul Universității din Iași, devenind astfel prima femeie studentă la o universitate română (un an mai târziu Maria Zaharescu avea să fie prima femeie care s-a înscris la Facultatea de Filosofie din București).
După terminarea liceului s-a căsătorit cu Daniel Ilarie Mănăstireanu, pe atunci student al Academiei Teologice Greco-Catolice din Blaj. La scurt timp (în jurul anului 1873) cei doi s-au mutat la Iași, unde au făcut parte din rândul intelectualilor, alături de Titu Maiorescu, Bogdan Petriceicu Hașdeu și Veronica Micle.
A publicat pe parcursul facultății, dar și după aceea, articole în revista Familia despre rolul educației în viața femeilor. Mai mult, a organizat serate de poezie la ea acasă.
Sănătatea a început să i se deterioreze după pierderea copilului, iar cei doi soți s-au retras la Huși pentru liniște. A decedat la 36 de ani.